# Stein-Rokkan-Preis
Der Stein-Rokkan-Preis für vergleichende sozialwissenschaftliche Forschung (englisch: Stein Rokkan Prize for Comparative Social Science Research) ist eine Auszeichnung im Gebiet der Sozialwissenschaften, die seit 1981 vergeben wird. Der Preis ist mit 5.000 Euro dotiert und ehrt Forschende, die in Form einer Monografie „einen wesentlichen und originären Beitrag“ zur vergleichenden sozialwissenschaftlichen Forschung geleistet haben. Er wird gemeinsam vom Internationalen Wissenschaftsrat (ISC), dem European Consortium for Political Research (ECPR) und der Universität Bergen verliehen. Der ISC ging dabei 2018 aus dem früheren, mit der UNESCO assoziierten Internationalen Rat für Sozialwissenschaften (ISSC) hervor. Der Preis ist nach dem norwegischen Sozialwissenschaftler und früheren Vorsitzenden des ISSC Stein Rokkan (1921–1979) benannt, der als einer der Begründer des Forschungsgebiets gilt und den Großteil seiner Laufbahn an der Universität Bergen tätig war.
Der Preis kann für vergleichende Werke aus allen sozialwissenschaftlichen Disziplinen verliehen werden. Die Monografie muss in den beiden vorangegangenen Kalenderjahren vor der Preisverleihung veröffentlicht worden sein. Vorschlagsberechtigt sind wissenschaftliche Einrichtungen wie Universitäten und Forschungsinstitute sowie Fachvereinigungen, die über ihre jeweiligen Präsidenten oder Vorsitzenden jeweils ein Werk nominieren können. Dem Preiskomitee steht ein Vorstandsmitglied des ECPR vor, des Weiteren gehören der Jury jeweils ein Vertreter des ISC und der Universität Bergen sowie zwei weitere ernannte Sozialwissenschaftler an. Nominierungen für den Preis sind in der Regel jeweils im Frühjahr eines Jahres möglich, während die Bekanntgabe der Preisträger üblicherweise im Herbst erfolgt.
Einer Reputationsstudie aus dem Jahr 2018 zufolge gilt der Stein-Rokkan-Preis gemeinsam mit dem Holberg-Preis als die weltweit renommierteste interdisziplinäre Auszeichnung in den Sozialwissenschaften. Laut einer anderen, in den Jahren 2013 und 2014 durchgeführten Reputationsstudie wird der Stein-Rokkan-Preis speziell im Fachgebiet der Politikwissenschaft als die zweitwichtigste Auszeichnung nach dem Johan-Skytte-Preis angesehen.

## Geschichte
Gestiftet wurde der Preis 1981 vom Internationalen Rat für Sozialwissenschaften (ISSC) zusammen mit der brasilianischen Universidade Candido Mendes zu Ehren des zwei Jahre zuvor verstorbenen Sozialwissenschaftlers Stein Rokkan, der unter anderem von 1973 bis 1977 auch Vorsitzender des ISSC gewesen war. Der Rektor der Universidade Candido Mendes, Cândido Mendes, war seit 1981 auch Vorsitzender des ISSC. Das European Consortium for Political Research (ECPR) unterstützte dabei die Begutachtung der eingereichten Werke. Der Preis war ursprünglich mit einem Preisgeld von 2.000 US-Dollar (damals ca. 1.800 Euro) dotiert. Er war zudem zunächst als Nachwuchspreis konzipiert, wofür eine Altersgrenze von 40 Jahren für die Preisträger festgelegt wurde. Die Altersgrenze wurde später  aufgehoben, sodass seitdem Forschende aller Senioritätsstufen für ihre Werke ausgezeichnet werden können.
Bis 2002 vergab der ISSC den Stein-Rokkan-Preis gemeinsam mit der Universidade Candido Mendes. Später traten das ECPR sowie die Universität Bergen, an der Stein Rokkan den Großteil seiner Laufbahn tätig gewesen war, als mitvergebende Institutionen hinzu. Der Preis wurde zunächst hauptsächlich alle zwei Jahre vergeben, seit 2008 wird jedes Jahr ein Forschungsbeitrag ausgezeichnet. Durch den Beitrag der Universität Bergen wurde das Preisgeld 2008 zudem erhöht und auf 5.000 Euro festgelegt.

## Preisträger
Nachfolgende Tabelle bietet eine Übersicht über die bisherigen Preisträger und die jeweils prämierten Werke.
| Jahr | Preisträger                                                        | Werk |
| ---- | ------------------------------------------------------------------ | --- |
| 1981 | Manfred G. Schmidt                                                 | Wohlfahrtsstaatliche Politik unter bürgerlichen und sozialdemokratischen Regierungen: Ein internationaler Vergleich                                                                                      |
| 1983 | Jens Alber                                                         | Vom Armenhaus zum Wohlfahrtsstaat: Analysen zur Entwicklung der Sozialversicherung in Westeuropa, Einige Grundlagen und Begleiterscheinungen der Entwicklung der Sozialausgaben in Westeuropa, 1949–1977 |
| 1986 | Louis M. Imbeau                                                    | Donor Aid: The Determinants of Development Allocations to Third World Countries |
| 1988 | Charles C. Ragin                                                   | The Comparative Method: Moving beyond Qualitative and Quantitative Strategies |
| 1990 | Stefano Bartolini und Peter Mair                                   | Identity, Competition and Electoral Availability: The Stabilisation of European Electorates 1885–1985 |
| 1992 | Kaare Strøm                                                        | Minority Government and Majority Rule |
| 1996 | Kees van Kersbergen                                                | Social Capitalism: A Study of Christian Democracy and the Welfare State |
| 1998 | Robert Rohrschneider                                               | Learning Democracy: Democratic and Economic Values in Unified Germany |
| 2000 | Eva Anduiza Perea                                                  | Individual and Systemic Determinants of Electoral Abstention in Western Europe |
| 2002 | Patrick Le Galès                                                   | European Cities: Social Conflicts and Governance |
| 2004 | Daniele Caramani                                                   | The Nationalization of Politics: The Formation of National Electorates and Party Systems in Western Europe                                                                                               |
| 2006 | Milada Anna Vachudová                                              | Europe Undivided: Democracy, Leverage, and Integration after Communism |
| 2008 | Cas Mudde                                                          | Populist Radical Right Parties in Europe |
| 2009 | Robert E. Goodin, James Mahmud Rice, Antti Parpo und Lina Eriksson | Discretionary Time: A New Measure of Freedom |
| 2010 | Beth A. Simmons                                                    | Mobilizing for Human Rights: International Law in Domestic Politics |
| 2011 | James W. McGuire                                                   | Wealth, Health, and Democracy in East Asia and Latin America |
| 2012 | Pepper D. Culpepper                                                | Quiet Politics and Business Power: Corporate Control in Europe and Japan |
| 2013 | Dorothee Bohle und Béla Greskovits                                 | Capitalist Diversity on Europe’s Periphery |
| 2014 | Christian Welzel                                                   | Freedom Rising: Human Empowerment and the Quest for Emancipation |
| 2015 | Marius Busemeyer                                                   | Skills and Inequality: Partisan Politics and the Political Economy of Education Reforms in Western Welfare States                                                                                        |
| 2016 | Stanislav Markus                                                   | Property, Predation, and Protection: Piranha Capitalism in Russia and Ukraine |
| 2017 | Abel Escribà-Folch und Joseph Wright                               | Foreign Pressure and the Politics of Autocratic Survival |
| 2018 | Rafaela Dancygier                                                  | Dilemmas of Inclusion: Muslims in European Politics |
| 2019 | Andreas Wimmer                                                     | Nation Building: Why Some Countries Come Together while Others Fall Apart |
| 2020 | Jeffrey M. Chwieroth und Andrew Walter                             | The Wealth Effect: How the Great Expectations of the Middle Class Have Changed the Politics of Banking Crises                                                                                            |
| 2021 | Ran Hirschl                                                        | City, State: Constitutionalism and the Megacity |
| 2022 | Vineeta Yadav                                                      | Religious Parties and the Politics of Civil Liberties |
| 2023 | Elisabeth Anderson                                                 | Agents of Reform: Child Labor and the Origins of the Welfare State |
| 2024 | Anu Bradford                                                       | Digital Empires: The Global Battle to Regulate Technology |